# Artisanat et arts populaires dans l'État de Tlaxcala

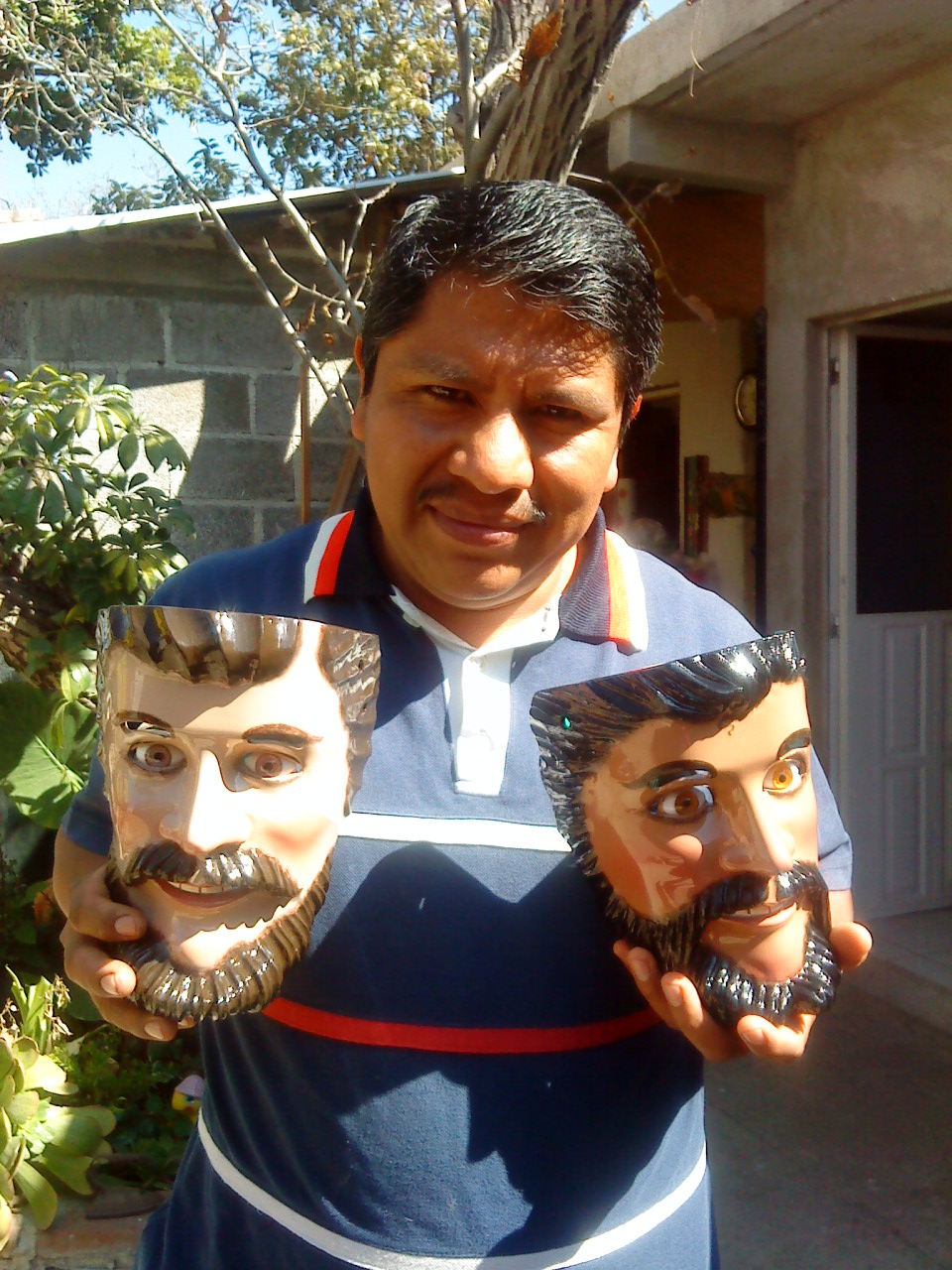
Tlaxcalan artisan avec masques artisanaux traditionnels

L'artisanat et l'art populaire dans l'état de Tlaxcala est celui qui vient du plus petit état du Mexique, situé dans le centre-est du pays. Ses produits les plus connus sont les cannes d'Apizaco (en réalité de San Esteban Tizatlán), les tapis de sciure de bois et la fabrication de sarapes de style Saltillo. Cependant, il existe d'autres traditions artisanales, telles que la fabrication de la poterie, y compris les produits de type Talavera, la cartonería, le travail des métaux et le travail de la pierre. L'état soutient les artisans à travers les activités du Fideicomiso Fondo de la Casa de las Artesanía de Tlaxcala (Maison de l'artisanat de Tlaxcala).

## Signification socio-économique
Tlaxcala est l'entité la plus petite et la plus densément peuplée du Mexique en dehors de la région métropolitaine de Mexico. Une part importante de la production artisanale de l'État se fait dans de petits villages et dans des communautés indigènes comme Ixtenco, San Isidro Buensuceso et Tetlahnocan. Les deux métiers les plus connus de l'état sont la fabrication de tapis éphémères en sciure de bois pour certaines fêtes religieuses, en particulier à Huamantla et la fabrication de cannes en bois à San Esteban Tizatlán. Cependant, il y a une variété d'artisanat fait dans l'état comme du textile, de la poterie, du travail de la pierre et plus encore. Une grande partie de cette information n'est pas largement documentée,.
L'entité publique chargée de promouvoir et de préserver l'artisanat de Tlaxcala est le Fideicomiso Fondo de la Casa de las Artesanía de Tlaxcala (Maison de l'artisanat de Tlaxcala - Fonds et fiducie). Elle crée et gère le Museo Vivo de Artes y Tradiciones Populares del Estado (Musée vivant des arts et traditions populaires de l'État), situé dans un ancien bâtiment administratif d'État. Son objectif principal est de documenter le développement et le statut des traditions artisanales de l'État. Sa collection permanente se trouve dans six salles et comprend un Enfant Jésus en bois d'ayacahuite, avec des yeux en verre et des membres mobiles ; divers articles pour la fabrication de pulque, vêtements traditionnels otomi, de la poterie et des instruments de musique appelés salterios (en). On y trouve également des expositions consacrées à diverses traditions et célébrations,.
La fiducie parraine également des concours pour les artisans de l'état, tels que le Concurso Estatal de Arte Popular Tlaxcala (Concours d'art populaire de l'État de Tlaxcala), ainsi qu'une « Journée de l'artisan » à la fin juin. Il y a aussi des expositions d'artisanat à la Feria de Tlaxcala (Foire de Tlaxcala). Santa Ana Chiautempan est l'hôte de la Foire nationale annuelle du Sarape à la fin juillet.
En 2015, le gouverneur de l'État se rend à Rome pour promouvoir l'artisanat de Tlaxcala auprès du Vatican
.

## Travail du bois

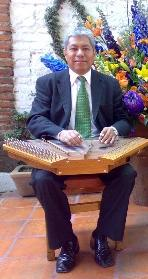
Un joueur de salterio.

Les Espagnols ont introduit les techniques modernes de travail et, en plus des meubles, ils fabriquent un certain nombre de petits objets en bois,
.
L'objet en bois le plus connu est une sorte de canne de marche qui est fabriquée dans la ville de San Esteban Tizatlán,. Malgré l'origine, ces cannes sont généralement connues sous le nom de « cannes de marche d'Apizaco » car l'arrivée du chemin de fer dans cette ville permet leur commercialisation dans la grande ville, en les popularisant. La caractéristique de ces cannes est la sculpture, qui est complétée par différentes couleurs de bois et de vernis et parfois brûlés pour ajouter des motifs décoratifs, qui sont souvent d'origine préhispanique. Aujourd'hui, environ quatre-vingts familles dépendent du travail du bois pour vivre, mais la popularité des cannes a fait du tlaxistle (Amelanchier denticulata), dont elles sont traditionnellement issues, un arbre menacé. Cela incite à passer au bois de sabine, mais il n'est pas aussi flexible et exige que la tête soit travaillée séparément du corps. En plus des cannes, la ville fabrique des chauves-souris en bois, décorées de la même façon, et des objets en cèdre et en ayacahuite tels que des jouets, des jeux d'échecs, des coupe-papier, des meubles et des figurines religieuses pour autels. Un autre élément important est le tambour appelé teponaztli, fabriqué à partir d'une bûche creusée.
À San Pablo Apetatitlán, il y a un quartier appelé Tlatempa, connu pour la fabrication de figures religieuses en ayacahuite, avec des yeux en verre et des extrémités mobiles. Ils sont également connus pour la fabrication de masques traditionnels pour le carnaval et d'autres festivités. Ces masques représentent généralement les Européens, comme le carnaval est une période qui permet aux indigènes de se moquer des conquistadors. L'une des familles les plus connues pour ce travail est celle de Pedro Reyes, qui fabrique ces masques depuis des générations. Les hommes façonnent le bois et les femmes peignent et décorent. Chaque masque prend environ 26 heures de travail, ce qui en fait un prix supérieur à ce que les pauvres peuvent payer, surtout des visages européens pour des danses comme les Huehues. Jésus Tlatempan est également connu pour la fabrication de masques en bois pour le carnaval et des images religieuses qui sont peintes à l'huile.
La capitale de l'État a un quartier appelé Santiago Atlzayanca qui fabrique des meubles ainsi qu'un instrument de musique à cordes appelé salterio (en), un instrument médiéval introduit par les Espagnols,. Calpulalpan fabrique également des instruments de musique, généralement en ébène, en chêne, en noyer et autres bois durs. Les instruments les plus courants sont les guitares, les violons, les vihuelas et les requintos.

## Textiles
Les textiles de Tlaxcala ont une histoire qui remonte à la période préhispanique et qui est bien développée avant l'arrivée des Espagnols. Ces textiles ont des dessins compliqués et sont teints dans différentes couleurs en utilisant des ressources telles que la cochenille et une teinture pourpre faite à partir d'escargots de Oaxaca. Les meilleurs d'entre eux sont généralement offerts en offrande aux dieux. Les Espagnols introduisent le travail de nouveaux matériaux tels que la laine et la soie. À la fin de la période coloniale, à l'époque du chemin de fer, la production textile s'est consolidée en haciendas, puis en usines, dont un certain nombre deviennent connues pour leur travail comme La Trinidad, San Luis, Santa Elena et La Estrella. Cependant, le développement de la production textile industrielle ne remplace jamais complètement les méthodes plus traditionnelles.

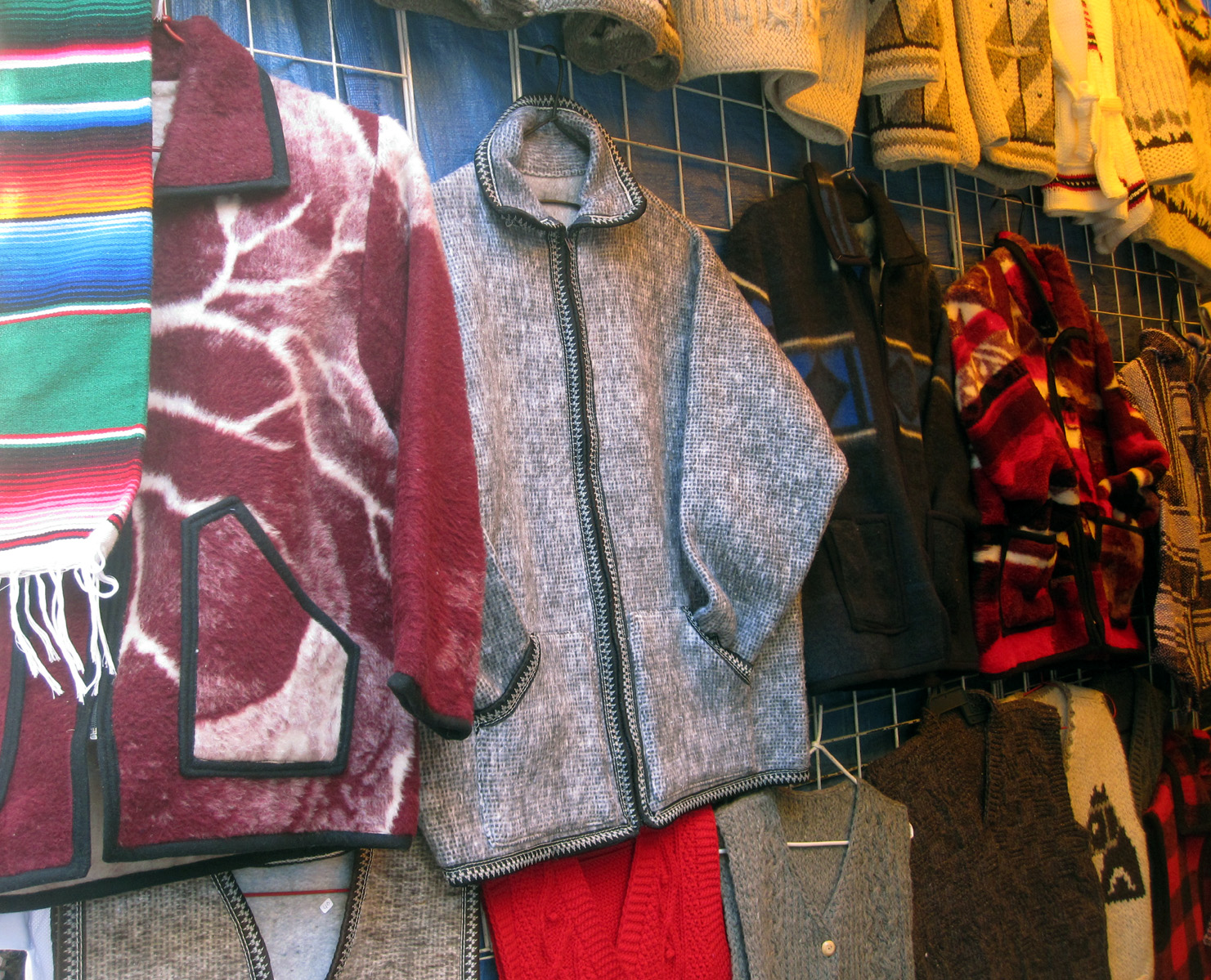
Vêtements typiques en laine au marché aux vêtements de Chiconcuac.

Les produits artisanaux les plus connus de l'état sont les textiles produits dans les villages autour de Santa Ana Chiautempan et Contla, qui sont commercialisés par Santa Ana. Ils sont fabriqués dans des ateliers familiaux qui peuvent être équipés de métiers à pédales ou de métiers électriques plus modernes. Des teintures commerciales sont utilisées ainsi que certaines teintures naturelles telles que celles à base d'indigo et de noyer. Beaucoup de ces produits sont vendus sur les plages et autres attractions touristiques du Mexique, ainsi que dans l'état lui-même. Ces marchandises comprennent des sarapes, des rebozos, des chandails d'un modèle appelé Chiconcuac, des vestes, des capes, des gants et des chapeaux faits de laine. Les pièces les plus traditionnelles et de haute qualité sont faites à 100% de laine, généralement sur commande, mais la plupart du reste de la production s'est détériorée, avec la substitution de fibres synthétiques pour une partie de la laine ou du coton. Le produit le plus reconnaissable est le sarape de style Saltillo, malgré la distance qui sépare l'État de cette ville du nord du Mexique. La raison en est que les Espagnols réinstallent de nombreuses familles indigènes de Tlaxcala vers le nord pour les aider dans le processus de colonisation. Santa Ana Chiautempan et San Bernardino Contla les fabriquent et ils sont généralement en laine ou en coton.
Guadalupe Ixcotla, qui n'est pas spécialisée dans le tissage, mais dans la création de tapisseries tricotées à la main, réalisées sur des cadres verticaux, est un artisan notable de la région de Santa Ana Chiautempan. Ces œuvres ont généralement des motifs paysagers,.
San Juan Ixtenco se distingue par sa broderie en pepenado, qui consiste en de fines pointes disposées pour former des figurines, en particulier sur les chemisiers. Ceux-ci peuvent être réalisés avec ou sans ajout de perles, en motifs floraux et géométriques.
Huamantla produit des sacs de transport de différents types, des ceintures, des nappes et des rebozos, souvent en macramé. La ville fabrique également des vêtements distinctifs à l'image de Notre-Dame de la Charité (Virgen de la Caridad) décorés dans un style de broderie appelé canutillo de oro. Elles ne sont pas à vendre mais peuvent être vues au musée consacré à l'image.
San Isidro Buensuceso est réputée pour la broderie à la machine à coudre. Parmi les autres communautés productrices de textiles figurent San Francisco Tetlanohcan, San Francisco Tepeyanco, Zitlaltépec, Panotla et Yauhquemehcan.

## Tapis de sciure de bois
Les tapis de sciure sont des arrangements de sciure de bois colorée, de pétales de fleurs et parfois d'autres matières végétales pour créer des « peintures » décoratives sur un tronçon de route en préparation d'une procession. C'est une création éphémère, car elle est destinée à être détruite au passage de la procession. Ses origines remontent à la période préhispanique, et la création la plus connue de cet artisanat dans l'état est dans la ville de Huamantla, pour la fête de Notre-Dame de la Charité. Cependant, d'autres villes de Tlaxcala les fabriquent aussi, comme San Vicente Xiloxochitla et San Juan Totolac pour le Jour des Morts,.

## Céramique
Tlaxcala n'est pas l'un des principaux producteurs de poterie du Mexique, beaucoup de produits sont destinés à la consommation locale, mais il y a une production notable. Une caractéristique d'une grande partie de cette production est qu'elle conserve au moins certaines caractéristiques de la période préhispanique.
San Sebastian Atlapa fabrique ce qui est connu sous le nom de poterie Ocotlán, car ils sont principalement vendus dans cette ville. Il s'agit d'une poterie simple, de couleur rouge, polie ou non polie, qui sert à fabriquer des figurines de canards, des cruches à eau et des récipients pour d'autres liquides, sans moules ou tours de potier. Ils se présentent sous différentes formes, y compris celle d'animaux, et sont généralement ornés de décorations striées,,.
Tzompantepec est connu pour ses comals, ses pots de cuisine, y compris ceux décorés d'incisions à la surface, ses pots de fleurs, ses piñatas et plus encore. Cette poterie est laissée dans sa couleur rougeâtre naturelle en deux classes, barro rojo et barro bruñido. Cette dernière est polie et principalement utilisée pour le stockage des liquides. La plupart des pièces sont fabriquées soit à l'aide de moules, soit à l'aide d'un tour de potier.
À San Damián Texoloc, on fabrique des poteries fortement influencées par celles qui sont fabriquées sur les sites de Xochitecatl et Cacaxtla,.

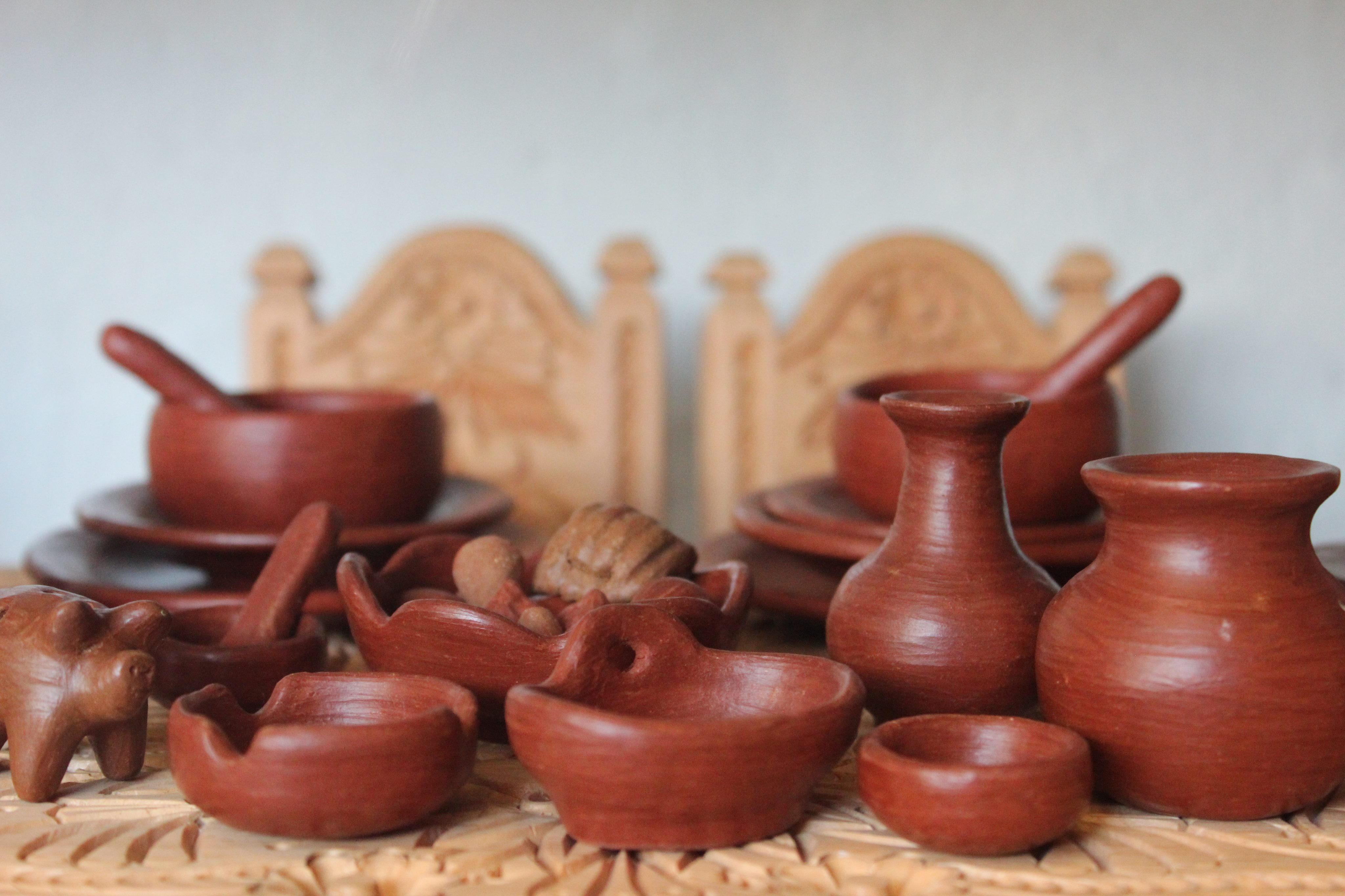
Vaisselle élaborée avec la technique traditionnelle du barro bruñido.

Hueyotlipan fabrique des produits émaillés et non émaillés, qui sont généralement de grandes marmites pour cuire le mole, ainsi que d'autres récipients et pichets de cuisson. Lebrillos fabrique également des produits émaillés, pour le mole et le riz.
À La Trinidad Tenexyecac, on peut trouver des produits émaillés, divers types de casseroles et de pichets, de tailles allant de la miniature à la très grosse pièce. Ces œuvres sont appelées barro oxidado (argile rouillée) en raison de la couleur de l'émail. Ils fabriquent également des figurines en argile et des bijoux.
San Pablo del Monte se démarque pour ses céramiques Talavera sous forme de plats, de tasses, de tuiles, de grands récipients de stockage appelés tibors, de vases, de pots de fleurs, de cendriers et plus encore. Ces articles sont généralement moulés et, après un revêtement traditionnel de fond blanc émaillé, ils sont peints en différentes couleurs, ce qui diffère quelque peu de la Talavera, marchandises produites dans l'état voisin de Puebla.
Les autres communautés productrices de céramique sont Panotla, Zitlaltépec, Ixtacuixtla de Mariano Matamoros et Tlaxcala.

## Autres artisanat

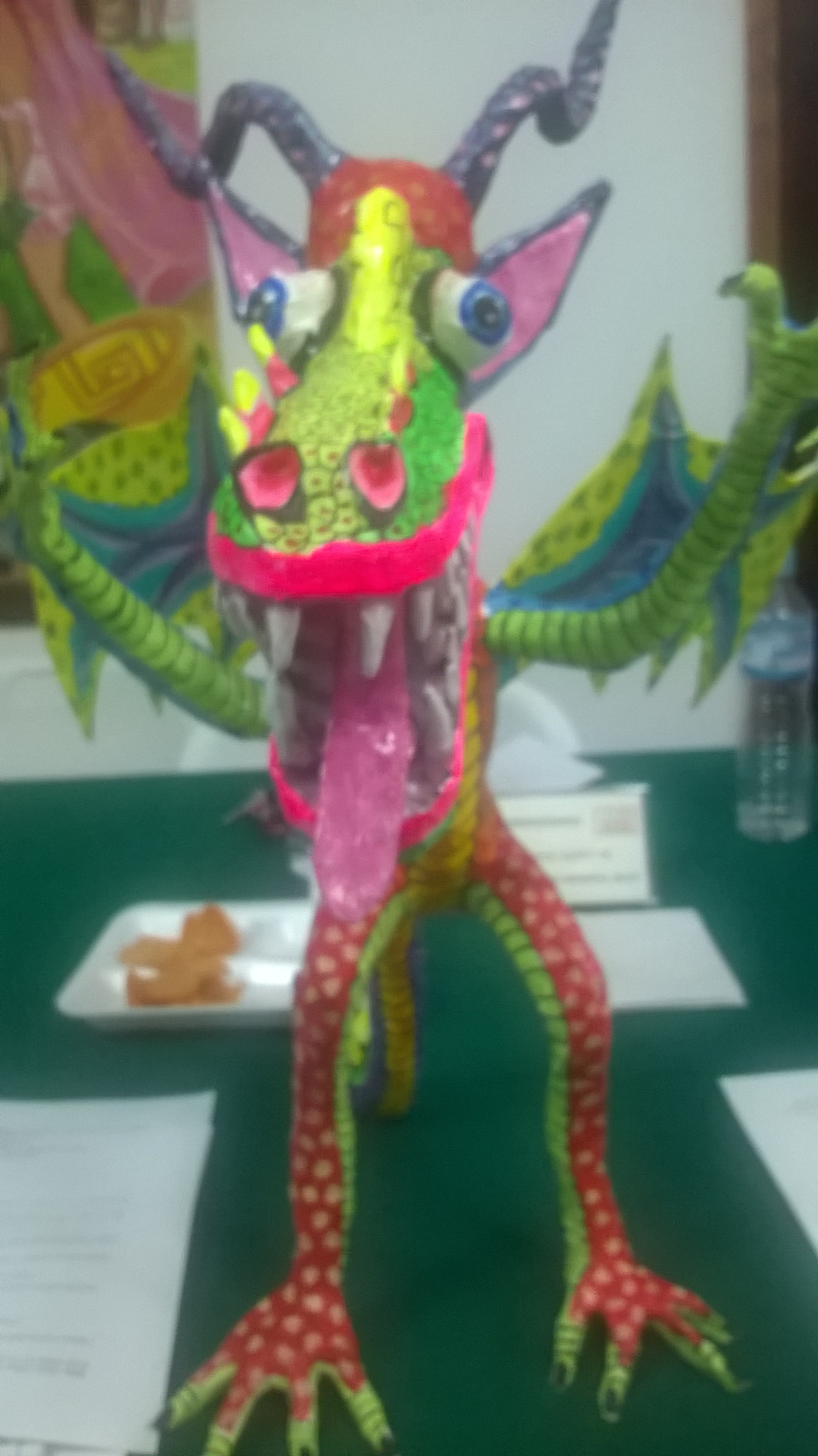
Alebrije à Tzompantepec, Tlaxcala.

Le travail de la pierre se fait dans le quartier San Miguel de San Pablo del Monte, y compris le travail du marbre noir et de l'onyx pour faire des figurines d'animaux tels que des taureaux, des chevaux, des oiseaux, des poissons et plus. Il est aussi utilisé pour faire des figurines humaines, des serre-livres, des bijoux, des jeux d'échecs et plus encore. D'autres communautés qui font un travail similaire sont Santa Cruz Tlaxcala, Tetla de la Solidaridad, Totolac et San Martin Xaltocan. Cette dernière se spécialise dans le grès gris, rose et vert pour réaliser des fontaines, des colonnes, des bases de tables, de grands pots, des monuments et plus encore,.
Divers villages fabriquent des articles à partir de fibres rigides. Les deux sont connus pour leur vannerie sont San Vicente Xiloxochitla et Santa Apolonia Teacalco,. À El Carmen Tequexquitla et San Pablo del Monte, ils font de la mosaique de paille, avec des objets faits de feuilles de palmier et des chaises avec des sièges en osier. Santa Anita Nopalucan fabrique des petates à partir de palmiers et d'istle,.
À San Juan Ixtenco, ils font des images en arrangeant divers haricots et graines tels que ceux du maïs, des lentilles, du riz et autres. À l'origine faites pour faire des images religieuses à placer dans l'église à certaines occasions, les graines sont également utilisées pour faire des images profanes telles que des paysages et même des portraits d'artistes célèbres. Ce travail est également effectué à Zitlaltepc de Trinidad Sanchez Santos,.
Dans l'Escuela de Platería (école d¿argenterie) de Tlaxco (en), ils reproduisent des bijoux de l'époque coloniale et d'autres objets en argent, en utilisant la méthode de la cire perdue. Les bijoux peuvent être rehaussés de quartz, améthyste, corail et autres pierres semi-précieuses, avec des motifs tels que des croix, des oiseaux, des clés et des fruits,. Rosario Ocotoxco dans la municipalité de Yauhquemecan fabrique des cloches en bronze et autres métaux. Tzompantepec fabrique des candélabres en fer forgé, des figurines, des cadres et plus encore . Les fleurs en papier sont fabriquées à San Miguel Xochitecatitla pour Noël, de même qu'à Panotla. Santa Maria Atlihuetzia fabrique des fleurs et des figurines décoratives. Huamantla fabrique des objets avec du papier d'amate. San Gabriel Popocatla, Tlatempan et Ixtlacuixtla transforment la cartonería en alebrijes, piñatas, masques, fleurs, figures religieuses et séculières,.
Xaloztoc, Acuamanala, Panotla et San Antonio Cuaxomulco font des feux d'artifice,.
Españita fabrique des articles en cuir, en particulier des ceintures et des sacs appelés toros, utilisés dans la fermentation du pulque. La communauté est également connue pour son travail sur les enveloppes de maïs séchées, utilisées pour fabriquer des figurines pour les crèches, les poupées, les fleurs et d'autres personnages.
Terrenate fabrique des bougies en forme d'animaux, de plantes et de fruits, souvent parfumées.